# Neues Kunsthaus Ahrenshoop

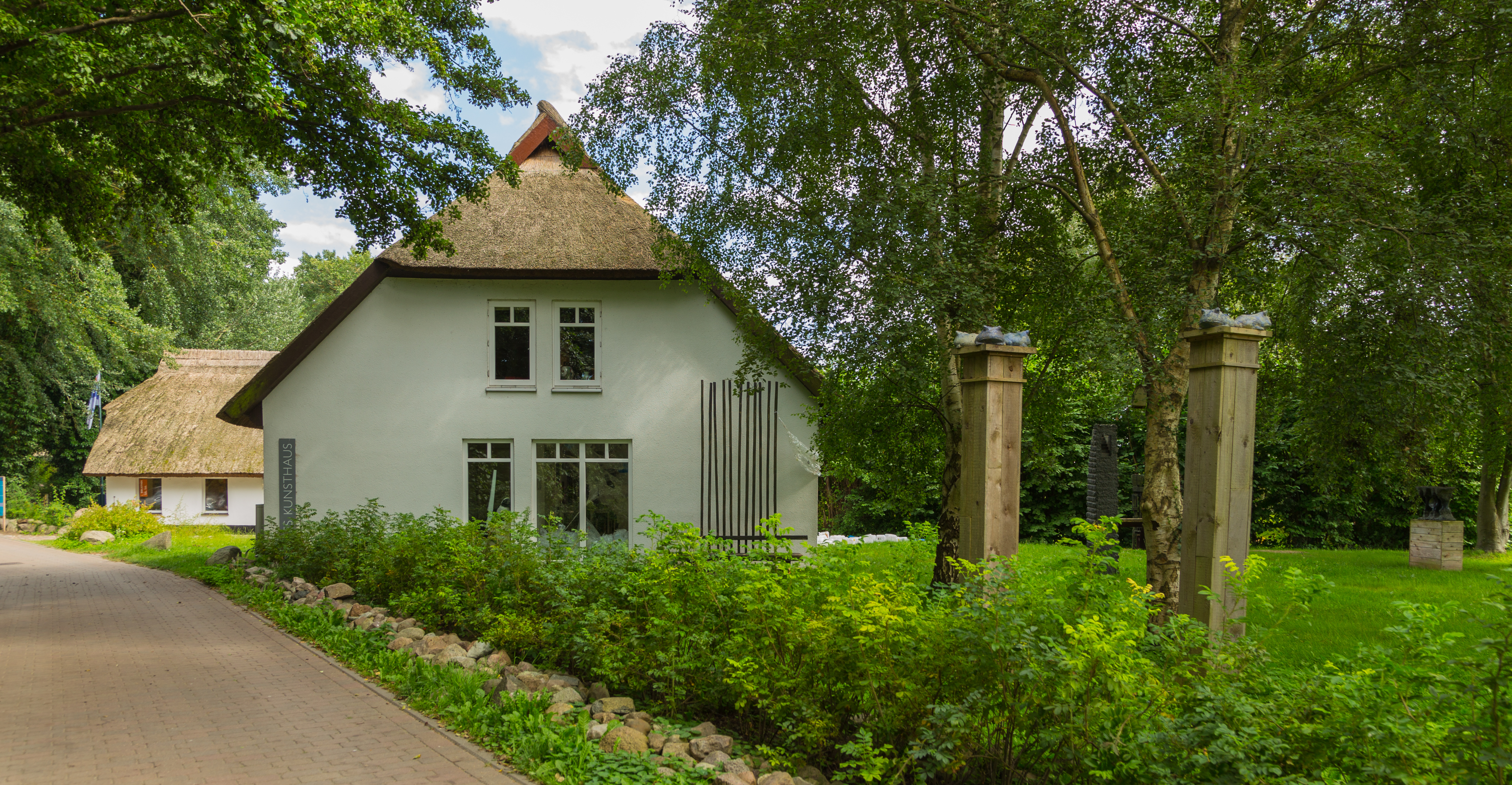
Das Neue Kunsthaus in Ahrenshoop, 2017

Das Neue Kunsthaus Ahrenshoop ist ein Kunsthaus in Ahrenshoop, das sich mit fünf bis sechs Ausstellungen im Jahr der zeitgenössischen Kunst widmet. In enger Zusammenarbeit mit dem Künstlerhaus Lukas werden im und mit dem Neuen Kunsthaus Ahrenshoop thematische Projekte auf nationaler und internationaler Ebene umgesetzt.
Das Neue Kunsthaus Ahrenshoop befindet sich gemeinsam mit dem Künstlerhaus Lukas in Trägerschaft des Künstlerhaus Ahrenshoop e. V.

## Geschichte
1994 entstand Das Neue Kunsthaus im Vorgängerhaus Kunsthaus Guttenberg. Nach dem Mauerfall sollte dort im Haus der Bildhauerin Hertha von Guttenberg der Grundstein für zeitgenössische internationale Kunst in Ahrenshoop gelegt werden. Nach ein paar Jahren wurden die Räumlichkeiten zu beengt und ein neuer Ort für Zeitgenössische Kunst wurde gesucht.
Ein ehemaliger Kindergarten wurde unter der Leitung der Rostocker Architektin Ursula Jastram umgebaut und erweitert. Im Jahre 1998 zog das Kunsthaus Guttenberg nun unter dem neuen Namen „Neues Kunsthaus“ in die Räumlichkeiten im Bernhard-Seitz-Weg um.

## Edition Hohes Ufer
Die 1994 gegründete Edition Kunsthaus Guttenberg wurde 1998 zur Edition Hohes Ufer Ahrenshoop, die vom Neuen Kunsthaus Ahrenshoop gemeinsam mit dem Künstlerhaus Lukas betrieben wird. Die von Inga Rensch und Gerlinde Creutzburg initiierte Edition veröffentlicht regelmäßig ausstellungsbegleitende Kataloge und Gruppenprojekte im Bereich Künstlerbuch sowie Dokumentationen. Die originalgrafischen Bücher, Buchobjekte und Kataloge entstehen in kleiner Auflage und sind in privaten und öffentlichen Sammlungen vertreten. So zum Beispiel im Klingspor-Museum Offenbach, im Germanischen Nationalmuseum Nürnberg, in der Herzog August Bibliothek Wolfenbüttel, im Museum Meermanno in Den Haag (Huis van het boek), im Literaturarchiv Marbach des Schiller-Nationalmuseums und in der Württembergischen Landesbibliothek Stuttgart.

## Ausstellungen (Auswahl)
- 1994: ARCHE; Holzschnitte und Holzskulpturen mit Arbeiten von: Gerlinde Creutzburg, HAP Grieshaber, Anneliese Hoge, Hartmut Hornung, Krzyszof Jarzebinski, Jan Jastram, Jost Löber, Thea Korwar, Margret Middell, Astrid Mosch, Susanne Pfeiffer, Peter Rensch, Götz Schallenberg, Werner Schinko, Wilfried Schröder, Klaus Walter und Matthias Wegehaupt[5]
- 1996: Uraltes Wehn vom Meer; Reliefs, Skulpturen, Schmuck und Mobiles aus Metall mit Arbeiten von: Barbara Glanzel-Westphal, Klaus Großkopf, Wolfgang Hebert, Matthias und Heiner Jaeger, Jo Jastram, Susan Pietzsch, Rüdiger Preisler,Thomas Radeloff, Coco Radsack, Hartmut Renner, Udo Richter, Helmut Senf, Reinhard Türmer, Helga Villányi, Helian Wiesauer-Reiterer, Martin Wilke, Andrea Wippermann, Simone Zeidler, Knut Müller[6]
- 1999: Auf tönernen Füßen; keramische Installationen, Skulpturen, Gefäße und Objekte mit Arbeiten von: Jutta Albert, Anne-Kathrin Altwein, Regina Aschenbach, Jens Bergner, Uta Blindow, Katharina Böttcher, Katrin Dornbusch, Droysen Keramik, Ute Dreist, Wolfgang Friedrich, Irmgard Fuchs, Ulrike Hagemeier, Wolfgang Hebert, Anna Hoffmeister, Ulrich Klieber, Susanne Koch, Annette Korn, Katalin Kossack-Bereczki, Volkmar Kühn, Christiane Lamberz, Irene Leister, Margot Luf, Ellen Mäder-Gutz, Sonngard Marcks, Helmut Massenkeil, Britta Matthies, Ingeborg Meyer, Hans Molzberger, Andrea Müller, Rena Müller-Kaden, Susan Pietzsch, Susanne Rast, Reinhold Rieckmann, Armin Rieger, Ina Schneider, Anne Sewcz, Wanda Stehr, Reinhard Türmer[7]
- 2003: Perfect Day - oder Tage ohne Namen; Malerei, Skulpturen und Grafik mit Arbeiten von: Iris Thürmer und Wolfgang Hebert[8]
- 2007: aufgezeichnet / zeichnen; Skulpturen, Zeichnung und Malerei mit Arbeiten von: Jan Jastram und Kerstin Seltmann[9]
- 2021:KOLLABORIEREN! Ökologische Strategien in Kunst und Design; Mit Werken von: Katarína Dubovská, Jörg Finus, Tim van der Loo, Tau Pibernat und Vera Castelijns[10]